# Secondo dopoguerra in Italia
Il secondo dopoguerra italiano indica un periodo storico compreso tra la fine della seconda guerra mondiale e gli anni seguenti in un periodo il cui termine va considerato nel contesto complessivo e che può essere determinato schematicamente da date diverse tra di loro, includendo comunque i primi decenni della Prima Repubblica. Secondo un'interpretazione storiografica, il deterioramento del governo di Centro-sinistra "organico", nato come un tentativo di riformare le istituzioni politiche italiane, segnò la fine di quelle speranze di rinnovamento diffuse nel secondo dopoguerra che in Italia andrebbe quindi collocato in un periodo che va approssimativamente dal 1945 agli anni sessanta, anni che segnarono la crisi definitiva dei partiti e della società civile che avevano fondato la Repubblica nata dopo la guerra.

## Storia
(Arturo Carlo Jemolo in La Stampa, 2 giugno 1974.)

### La riunificazione del Paese diviso

Ferruccio Parri: il governo Parri fu in carica dal 21 giugno al 10 dicembre 1945

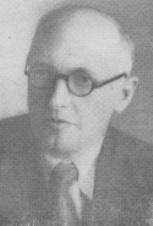
Pietro Nenni

Dopo la lacerazione causata dalla guerra civile in Italia (1943-1945) e la divisione tra il Centro-Nord, presidiato dai tedeschi, e il Sud, occupato dagli Alleati, alla fine della guerra in Italia si era formata una frantumazione e sovrapposizione dei centri di potere dello Stato: il governo monarchico, il governo d'occupazione degli Alleati, quello dei comandi militari d'occupazione, quello dei Comitati di liberazione nazionale si soverchiavano e contrastavano tra loro determinando una crisi dello stato unitario a cui si era spesso sostituito l'intervento del Vaticano nelle ultime fasi della guerra e dopo l'immediato dopoguerra.
(Federico Chabod)
La guerra di liberazione al Nord aveva alimentato le speranze rivoluzionarie di una parte della Resistenza che aveva visto nell'assunzione di Ferruccio Parri, espressione del CLN, al governo (1945) un primo passo verso un rinnovamento istituzionale e sociale:
(Pietro Nenni)
Il rinnovamento politico, che era parso configurarsi con la cosiddetta "epurazione" - l'allontanamento dalle fabbriche e dagli uffici pubblici di coloro che avevano collaborato con il passato regime - e con l'annuncio del governo Parri di un'imposta sul capitale, si spense invece di fronte ad una forte opposizione interna ed esterna:

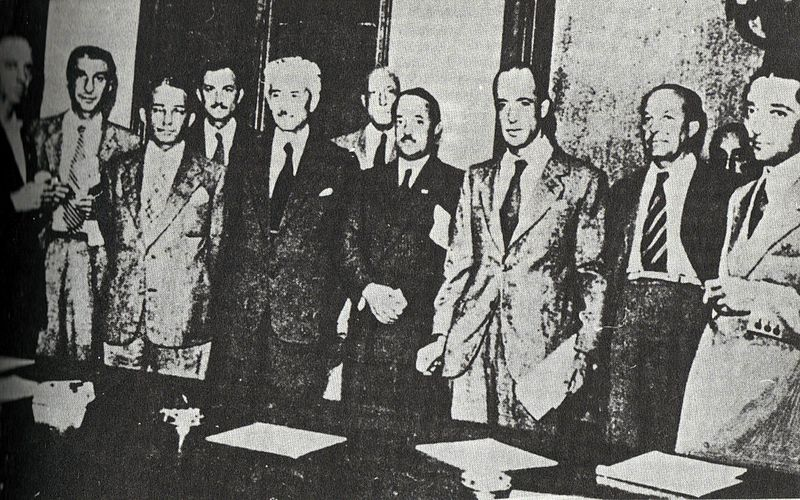
1945, governo presieduto da Ferruccio Parri.

A deludere ogni velleità rivoluzionaria intervenne poi «quella forza enorme che nello stato moderno costituisce la burocrazia, la struttura amministrativa dello Stato... per natura conservatrice: la sua forza propria è nella continuità delle funzioni, non certo nel loro sconvolgimento.»
Con Alcide De Gasperi, successo appena due anni dopo al governo Parri, prevalse l'idea di una necessaria continuità: l'amministrazione centrale dello Stato rimase immutata, i codici di leggi, anche quelli vigenti durante il fascismo, furono conservati. L'opposizione di gruppi capitalistici ostili ad ogni intervento dello Stato in economia, sostenuti dalla presenza di uomini politici della scuola liberista, fece mancare una visione di programmazione economica da parte dello Stato su cui basare la ricostruzione.

### I reduci
Nel corso del conflitto circa la metà dei combattenti italiani è stata catturata sui vari fronti. Si tratta di un totale di circa 1.300.000 uomini, di cui 600.000 catturati dagli anglo-americani, 50.000 dai sovietici e, dopo il proclama Badoglio, 650.000 dai tedeschi. Di ritorno in Italia da tutto il mondo, non di rado da campi di concentramento, spesso mutilati o invalidi, i soldati italiani reduci della Seconda guerra mondiale ricevono in patria un trattamento freddo. Come scrive Giorgio Rochat:
Di tale accoglienza imbarazzata e infastidita è testimone anche la letteratura dell'epoca: le vicende del protagonista di Un I.M.I. ritorna di Giovanni Guareschi mostrano che le incomprensioni verso le sofferenze dei reduci spesso si riflettono anche in ambito privato e persino familiare. Qualcosa di analogo in Napoli milionaria! di Eduardo De Filippo, in cui Gennaro Jovine viene travolto dall'indifferenza nei confronti del suo passato:
E così, ancora, è anche per il giovane ingegnere di Tutta la verità (1950) di Silvio Micheli, nonché per lo zio Alvaro di un romanzo più tardo, L'oro del mondo (1987), di Sebastiano Vassalli, il quale, ogniqualvolta gli scappa di riferire qualche episodio della sua vita di soldato, viene investito dalla insofferenza dei familiari.
Il 3 dicembre 1945 il Ministero per l'assistenza postbellica, retto allora dall'azionista Emilio Lussu, emanò una circolare tesa ad evitare la distinzione tra combattenti e non combattenti, proprio per la natura della guerra che aveva investito il territorio italiano. In tale circolare si rende chiaro che gli sforzi tesi al reinserimento dei reduci non dovevano basarsi "sui meriti acquisiti sui campi di battaglia ma sul danno che i militari hanno ricevuto a causa della lunga permanenza sotto le armi". Tale previsione, schiacciata su una prospettiva astrattamente illuministica, determina inevitabilmente il malcontento dei reduci, i quali si vedono misconosciute le sofferenze patite in guerra (tra cui spesso la schiavitù nei lager). Agli inizi del 1946 tale malcontento si traduce in aperte manifestazioni di protesta (in gennaio a Firenze e Milano): ad esempio, a Bari i reduci chiedono l'allontanamento delle donne dai posti di lavoro per ottenere loro l'impiego.
Il rimpatrio degli internati è inoltre lento: il governo Badoglio, alla firma dell'armistizio di Cassibile (3 settembre 1943), non aveva ritenuto di occuparsene. Nel febbraio del 1946 50.000 soldati italiani sono ancora negli USA e solo faticose trattative hanno in precedenza ottenuto la liberazione di piccoli scaglioni. Circa un milione di internati all'estero rientra in patria tra il 1945 e il 1947.
I partiti antifascisti, timorosi che il permanere di una tradizione militare lasci campo a rigurgiti di fascismo, cercano in tutti i modi di ostacolare il sorgere di associazioni di ex combattenti. Come scrive Silvio Lanaro:

### Gli ultimi governi del regno d'Italia
Tecnicamente, tutti i governi dall'armistizio dell'8 settembre 1943 al referendum istituzionale del 2 giugno 1946 sono ancora governi del Regno d'Italia che esercitano il potere in nome del Re. Il Governo De Gasperi I è, de facto, sia l'ultimo governo regio che il primo governo repubblicano; mentre il primo governo repubblicano de jure sarà il Governo De Gasperi II.
| Ritratto           | Presidente del Consiglio dei Ministri | Partito                        | Governo                       | Composizione                  | Mandato          | Mandato               | Legislatura                        | Entità statale    | Capo di Stato         |
| ------------------ | ------------------------------------- | ------------------------------ | ----------------------------- | ----------------------------- | ---------------- | --------------------- | ---------------------------------- | ----------------- | --------------------- |
|                    | Pietro Badoglio (1871-1956)           | Militare                       | Badoglio I                    | Governo tecnico-militare      | 25 luglio 1943   | 22 aprile 1944        | XXX legislatura del Regno d'Italia | Regno d'Italia    | Vittorio Emanuele III |
| Camera soppressa   | Pietro Badoglio (1871-1956)           | Militare                       | Badoglio I                    | Governo tecnico-militare      | 25 luglio 1943   | 22 aprile 1944        |                                    | Regno d'Italia    | Vittorio Emanuele III |
| Badoglio II        | Pietro Badoglio (1871-1956)           | Militare                       | DC; PCI; PSIUP; PLI; PdA; PDL | 22 aprile 1944                | 22 giugno 1944   |                       |                                    | Regno d'Italia    | Vittorio Emanuele III |
|                    | Ivanoe Bonomi (1873-1951)             | Partito Democratico del Lavoro | Bonomi II                     | DC; PCI; PSIUP; PLI; PdA; PDL | 22 giugno 1944   | 12 dicembre 1944      | Umberto II                         | Regno d'Italia    |                       |
| Bonomi III         | Ivanoe Bonomi (1873-1951)             | Partito Democratico del Lavoro | DC; PCI; PLI; PDL             | 12 dicembre 1944              | 21 giugno 1945   |                       | Umberto II                         | Regno d'Italia    |                       |
|                    | Ferruccio Parri (1890-1981)           | Partito d'Azione               | Parri                         | DC; PCI; PSIUP; PLI; PdA; PDL | 21 giugno 1945   | 10 dicembre 1945      | Umberto II                         | Regno d'Italia    |                       |
| Consulta Nazionale | Ferruccio Parri (1890-1981)           | Partito d'Azione               | Parri                         | DC; PCI; PSIUP; PLI; PdA; PDL | 21 giugno 1945   | 10 dicembre 1945      | Umberto II                         | Regno d'Italia    |                       |
|                    | Alcide De Gasperi (1881-1954)         | Democrazia Cristiana           | De Gasperi I                  | DC; PCI; PSIUP; PLI; PdA; PDL | 10 dicembre 1945 | 13 luglio 1946        | Umberto II                         | Regno d'Italia    |                       |
| De Gasperi II      | Alcide De Gasperi (1881-1954)         | Democrazia Cristiana           | DC; PCI; PSIUP; PRI           | 13 luglio 1946                | 28 gennaio 1947  | Assemblea Costituente | Repubblica Italiana                | Alcide De Gasperi |                       |
| De Gasperi II      | Alcide De Gasperi (1881-1954)         | Democrazia Cristiana           | DC; PCI; PSIUP; PRI           | 13 luglio 1946                | 28 gennaio 1947  | Assemblea Costituente | Repubblica Italiana                | Enrico De Nicola  |                       |

### Il ritorno alla vita politica

La prima pagina del Corriere della Sera dell'11 giugno 1946 dichiara la vittoria della Repubblica, annunciata il giorno precedente ma che sarà proclamata solo il 18, al Referendum istituzionale del 2 e 3 giugno.

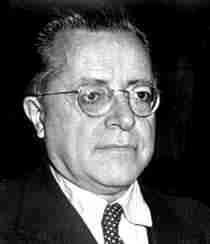
Palmiro Togliatti

Il fallimento del rinnovamento auspicato dal governo Parri fu aggravato dal deterioramento dell'ordine pubblico messo in crisi dai conflitti nelle fabbriche del Nord e dalle occupazioni delle terre al Sud. Parri, per l'opposizione dei liberali e anche per il mancato appoggio dei partiti della sinistra, fu costretto nel dicembre 1945 alle dimissioni in favore di Alcide De Gasperi, appoggiato da una coalizione comprendente i partiti del CLN, con l'esclusione del Partito d'Azione, con Palmiro Togliatti ministro della Giustizia e Pietro Nenni ministro degli Esteri. De Gasperi rimase ininterrottamente capo del governo sino al 1953 caratterizzando la storia italiana di quel periodo decisivo per il suo immediato futuro.
Le forze progressiste tornarono in primo piano con la vittoria al referendum istituzionale, del 2 giugno 1946, a cui furono ammesse al voto anche le donne, per la scelta tra monarchia e repubblica. Invano Vittorio Emanuele III, nel tentativo di salvare l'istituto monarchico, un mese prima del referendum aveva abdicato in favore del figlio Umberto che il 16 marzo 1946 decretò, come previsto dall'accordo del 1944, che la forma istituzionale dello Stato sarebbe stata decisa mediante referendum da indirsi contemporaneamente alle elezioni per l'Assemblea Costituente. Il decreto per l'indizione del referendum recitava, in una sua parte: «... qualora la maggioranza degli elettori votanti si pronunci...», frase che poteva lasciar intendere che esisteva anche la possibilità che nessuna delle due forme istituzionali proposte (monarchia o repubblica) raggiungesse la "maggioranza degli elettori votanti". Lo scrutinio assegnò 12.718.641 voti per la repubblica contro i 10.718.502 voti per la monarchia. Con il referendum si votò anche per la scelta dei componenti dell'Assemblea Costituente per l'elaborazione di una nuova carta costituzionale in sostituzione dello Statuto Albertino.
La maggioranza dei voti andò ai grandi partiti di massa mentre quasi scompariva dalla scena politica il Partito d'Azione, espressione delle élite borghesi che avevano combattuto il fascismo. Tuttavia sussisteva ancora un equilibrio fra progressisti e moderati poiché comunisti e socialisti rappresentavano il 40% dei votanti. Un'affermazione particolare ebbe il movimento dell'Uomo Qualunque fondato dal giornalista Guglielmo Giannini, a Roma nel 1944.
Capo provvisorio della Repubblica fu un liberale indipendente Enrico De Nicola che dal 1º gennaio 1948, a norma della prima disposizione transitoria della Costituzione, assunse titolo ed attribuzioni di Presidente della Repubblica.

### L'Italia nel sistema politico internazionale

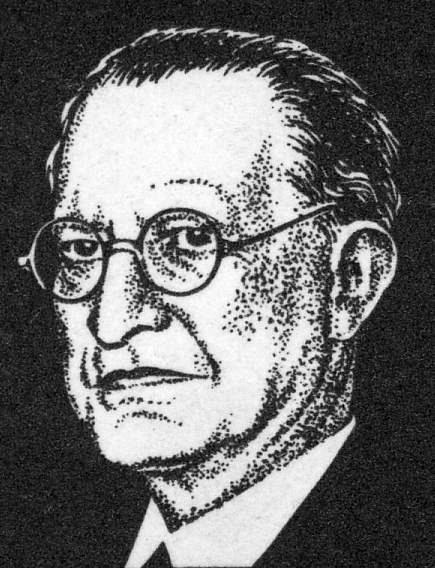
Alcide De Gasperi

Alla fine della seconda guerra mondiale l'Italia si trovò in una particolare situazione internazionale: sino all'armistizio dell'8 settembre 1943 l'Italia aveva combattuto come alleata con la Germania nazista, dalla quale si era inizialmente dissociata fino successivamente a dichiararle guerra come nemica. Nel frattempo si era sviluppato un movimento di liberazione nazionale contro l'occupazione tedesca e i loro collaboratori della Repubblica sociale che aveva contribuito alla vittoria delle forze alleate. Per gli Alleati l'Italia però era considerata una nazione sconfitta alla quale veniva riconosciuta solo la condizione di cobelligeranza. Questo fece sì che l'Italia nella conferenza di pace di Parigi (1946) venisse considerata alla stessa stregua delle altre nazioni europee alleate della Germania e sconfitte per cui le condizioni di pace impostele furono comunque gravose.
Nei precedenti accordi tra gli Alleati infine l'Italia era stata assegnata all'area politica occidentale contrapposta per la sua posizione strategica nel Mediterraneo, alla progressiva costituzione del blocco comunista nei Balcani.
Rivendicando questa importanza strategica italiana e la sua partecipazione effettiva alla guerra contro i tedeschi, il rappresentante del governo italiano, il presidente del consiglio Alcide De Gasperi chiedeva «di dare respiro e credito alla Repubblica d'Italia» rivendicando che «il rovesciamento del regime fascista ...non sarebbe stato così profondo se non fosse stato preceduto dalla lunga cospirazione dei patrioti che in patria e fuori agirono a prezzo di immensi sacrifici, senza l'intervento degli scioperi politici delle industrie del Nord, senza l'abile azione clandestina degli uomini dell'opposizione parlamentare e antifascista...» L'Assemblea dei vincitori non tenne in nessun conto le richieste di De Gasperi, che il 10 febbraio 1947 firmò il Trattato di pace.
L'Italia dovette subire rettifiche di frontiera in favore della Francia e della Jugoslavia, restituire alla Grecia le terre occupate e rinunciare a tutte le colonie, sia quelle fasciste che quelle prefasciste. Come risarcimenti l'Italia dovette pagare milioni di dollari, ricevuti in prestito dagli Stati Uniti, all'URSS, all'Albania, all'Etiopia, alla Grecia e alla Jugoslavia. La flotta navale fu quasi interamente consegnata ai vincitori. Stati Uniti, Gran Bretagna e Francia rinunciarono a chiedere le riparazioni di guerra.
La perdita delle colonie non fu sentita in Italia come una diminuzione importante sia per lo scarso valore attribuito a quelle terre sia per il processo di decolonizzazione ormai avanzato in Europa.

### L'esclusione dei partiti comunisti e socialisti dal governo

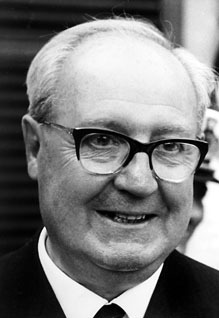
Giuseppe Saragat

Un particolare dibattito storiografico si è aperto a proposito della svolta politica del maggio 1947 in Italia vista come un riflesso della "guerra fredda" con la contrapposizione che venne a crearsi alla fine della seconda guerra mondiale tra due blocchi internazionali, generalmente categorizzati come Occidente (gli Stati Uniti d'America, gli alleati della NATO e i Paesi amici) e Oriente, o più spesso blocco comunista (l'Unione Sovietica, gli alleati del Patto di Varsavia e i Paesi amici).
In Italia all'interno del partito socialista (congresso del gennaio 1947) vi fu una scissione tra la corrente minoritaria degli "autonomisti" con a capo Giuseppe Saragat, sostenitori di una politica filoccidentale, e i "fusionisti" di Pietro Nenni, orientati ad una collaborazione di governo con i comunisti.
Nacque così il PSDI (Partito Socialista Democratico Italiano) di Saragat disposto a collaborare con la Democrazia cristiana e a schierarsi per una politica atlantica. De Gasperi poté allora formare per più di cinque anni una serie di gabinetti centristi quadripartito formati da democristiani, repubblicani, socialdemocratici e, più tardi, liberali.
L'esclusione dei partiti della sinistra è stata vista da una parte della storiografia come il risultato di un accordo politico di De Gasperi con gli americani per ottenere dagli Stati Uniti un prestito di 100 milioni di dollari.
Lo storico cattolico Pietro Scoppola, che ebbe modo di consultare i documenti presenti nelle carte di De Gasperi, dichiara invece: «Non ho trovato nulla negli appunti di De Gasperi che autorizzi l'ipotesi di un'intesa pregiudiziale al prestito per l'esclusione dei comunisti dal governo.»
Tuttavia, vi furono certamente delle pressioni dal Dipartimento di Stato americano per l'esclusione dei comunisti e la formazione di un governo di centro che «opportunamente aiutato sul piano economico» avrebbe potuto raccogliere nuovi consensi elettorali. Secondo lo storico la rottura con i comunisti fu per De Gasperi più che una scelta, una necessità «un prendere atto di una situazione di fatto già esistente per il progressivo e ulteriore irrigidirsi della politica rispettiva degli Stati Uniti e dell'Unione Sovietica».
Di parere diverso lo storico Giampiero Carocci, che attribuisce a De Gasperi la subordinazione della politica italiana alle direttive degli Stati Uniti e di aver fatto confluire nella Democrazia Cristiana gli interessi «dei conservatori e delle forze tradizionalmente dominanti» anche se ebbe il merito di essersi opposto «alle spinte più rozzamente clericali e a quelle reazionarie del Vaticano» di papa Pio XII.

### Dalle elezioni del 18 aprile 1948 a quelle del 7 giugno 1953

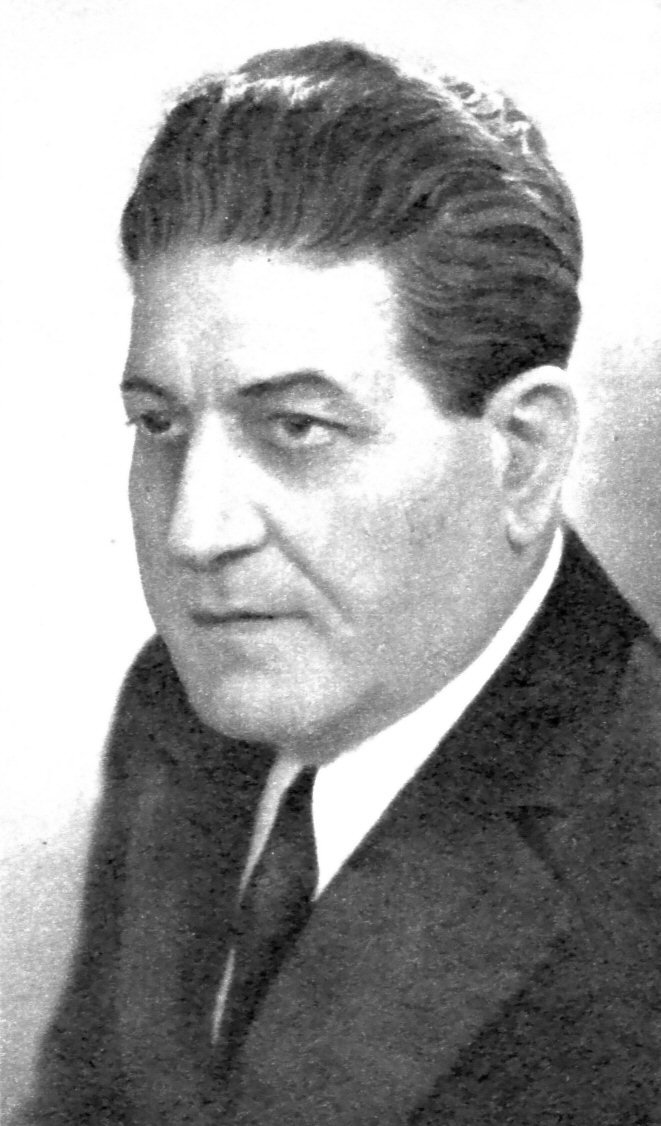
Giuseppe Di Vittorio segretario della CGIL dal 1945 al 1957

I principi politici della nuova Carta Costituzionale, entrata in vigore il 1º gennaio 1948 vennero messi alla prova dalle elezioni del 18 aprile 1948.
La situazione economica con l'applicazione della "linea Einaudi" nel frattempo andava migliorando: la diminuzione dell'inflazione, anche a prezzo di un aumento della disoccupazione, riportava lo sviluppo economico nell'alveo del tradizionale sistema capitalistico. L'appoggio della Confindustria, soddisfatta dall'allontanamento dal governo di socialisti e comunisti, e l'arrivo di investimenti dall'estero, fecero sì che la produzione del 1948 tornasse ai livelli del 1938. Il movimento sindacale unito in un'unica confederazione (CGIL), non soddisfatto della condizione dei lavoratori, manifestava nelle piazze il suo dissenso, represso dai duri interventi della polizia al comando del ministro degli interni Mario Scelba.
Le elezioni del 1948 videro il trionfo della Democrazia Cristiana che rispetto alle elezioni del 1946 guadagnò cinque milioni di voti (48,51 % dei voti) mentre il "Fronte Democratico Popolare", formato da PCI e PSI uniti, ne perse un milione. Questa schiacciante vittoria era dovuta ad una serie di cause:
- l'enunciazione, un mese prima delle elezioni, della "dottrina Truman" :

- il colpo di stato comunista a Praga (febbraio 1948) che accrebbe la paura che i comunisti volessero fare altrettanto in Italia;
- l'appoggio dato alla DC dal Vaticano e dal clero che predicò il voto al partito cattolico come un dovere per i credenti.

Nonostante la maggioranza conseguita, De Gasperi non volle fondare la sua politica sul solo partito cattolico e chiamò al governo esponenti dei partiti laici minori, anche per tenere a freno le spinte integraliste all'interno della DC.

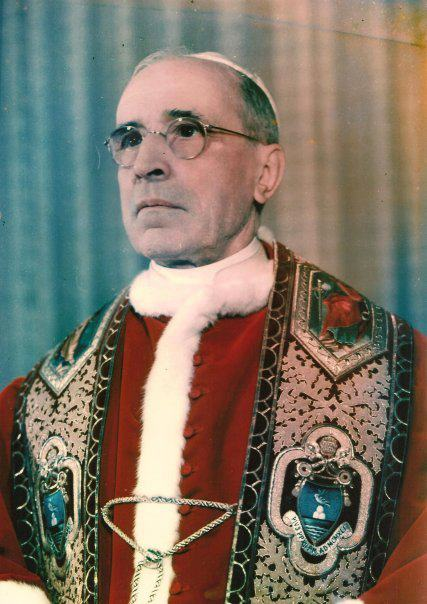
Papa Pio XII nel 1953

L'Italia, che in politica estera aveva già aderito dal 1948 agli organismi europeistici dell'OECE e del Consiglio d'Europa, rese definitivo il suo schieramento dalla parte occidentale con l'adesione alla NATO nell'aprile del 1949. L'integrazione nel sistema economico di mercato dell'Europa occidentale continuò con l'adesione alla CECA e nel 1957 alla Comunità economica europea CEE, vista dagli imprenditori italiani come una garanzia della prevalenza del liberismo economico sugli interventi e controlli statali.
L'adesione allo schieramento filoccidentale del governo uscito dalle elezioni del 1948 fece aumentare le tensioni sociali, che si espressero nell'attentato a Palmiro Togliatti (14 luglio 1948) e nella scissione all'interno della CGIL, con la formazione nel 1950 della CISL, di orientamento cattolico e della UIL di ispirazione repubblicana e socialdemocratica, il che indebolì la forza contrattuale del sindacato.
Le elezioni politiche del 1953, le seconde del dopoguerra, segnarono la crisi della DC, che aveva tentato di garantire il mantenimento della sua egemonia, con l'introduzione di una nuova legge elettorale che assegnasse un premio di maggioranza alla coalizione che conseguisse il 50% + 1 dei voti validi. La "legge truffa", come la chiamarono le sinistre che furono assolutamente contrarie, fu promulgata il 31 marzo 1953 (n.148/1953) ed entrò in vigore, senza che desse gli effetti previsti, per le elezioni politiche del 3 giugno di quello stesso anno e venne poi abrogata con la legge 615 del 31 luglio 1954. La perdita di quasi un milione di voti rispetto alle elezioni del 1948 contrassegnò la crisi della formula politica del centrismo, evidenziata dalle dimissioni dal governo di De Gasperi e dal susseguirsi di una serie di governi politicamente instabili.
I governi centristi avviarono una parziale riforma agraria nelle zone più depresse del Paese, già avviata con il progetto De Gasperi-Segni nell'aprile del 1949 per l'espropriazione e il frazionamento delle grandi proprietà agricole. La legge che alla fine venne approvata assegnava ai contadini «solo un terzo o metà delle terre originariamente destinate alla redistribuzione»
La riforma divenne strumento di clientelismo elettorale e non riuscì a formare l'auspicata classe di piccoli proprietari contadini, ma piuttosto piccole aziende a carattere familiare e perciò scarsamente produttive che ben presto, dopo il 1959, abbandonarono la coltivazione della terra con un massiccio esodo verso le città, in occasione del boom economico dell'industria e dell'attività edilizia.
Vi fu un massiccio trasferimento di lavoratori, poi seguiti dalle loro famiglie, dal Sud dell'Italia verso i centri industriali del Nord (Torino, Milano, Genova), mentre proseguiva l'emigrazione verso la Svizzera, la Germania Ovest, la Francia e il Belgio.
Gli stessi governi centristi approvarono l'istituzione della Cassa del Mezzogiorno che con un'azione di sovvenzioni statali ai privati cercò di avviare una politica di costruzione di grandi infrastrutture, al fine di favorire l'unificazione sociale ed economica del Meridione al resto d'Italia. Con il potenziamento dell'IRI, per lo sviluppo delle imprese statali, e la creazione dell'ENI (1953) per la ricerca e l'approvvigionamento degli idrocarburi, lo Stato diveniva poi imprenditore, allo scopo di calmierare l'iniziativa privata, impedendo manovre speculative sul mercato petrolifero.

### I problemi della ricostruzione
L'entità dei danni di guerra fu oggetto di diversi studi, anche in vista di un progetto di ricostruzione. Esistono, così, i numeri offerti dall'economista Pasquale Saraceno in La ricostruzione industriale italiana (1947), che restituiscono il seguente quadro:
- il danno globale è calcolabile in 3.200 miliardi di lire (somma pari a tre volte il reddito del 1938);
- l'apparato industriale risulta modestamente danneggiato, anche per l'intervento partigiano;
- significativamente danneggiato il comparto siderurgico (in particolare gli impianti costieri di Bagnoli, Piombino e Cornigliano);
- gravi danni alla produzione agricola, specie nell'Italia centrale;
- duramente colpite ferrovie, porti, flotta, parco automobilistico.

Secondo i calcoli della Banca d'Italia, i danni di guerra patiti dal comparto industriale, nel complesso rappresentavano l'8% del valore degli impianti, mentre The Economist riferiva che il 62% della rete ferroviaria risultava indenne e così il 50% del materiale rotabile. In queste condizioni, l'industria meccanica era in grado di recuperare rapidamente i numeri della situazione prebellica.
Sebbene la struttura industriale del Paese non fosse stata gravemente danneggiata, anche per l'intervento di salvaguardia degli operai, sussistevano grandi difficoltà per la riconversione industriale alla produzione di pace e per i rifornimenti di materie prime. Disastrose le condizioni invece delle maggiori città italiane distrutte dai bombardamenti, delle strutture stradali, dell'agricoltura, non tanto per la produzione di grano che nel 1945 era al 75% di quella di prima della guerra, quanto per quella dello zucchero e della carne scesa al 10% e al 25% di quella anteguerra.
Manifestazioni, come quella di Milano del 1945, si susseguirono in tutta Italia per il razionamento dei generi alimentari che favoriva il mercato illegale della "borsa nera". Mentre la disoccupazione cresceva, aumentava la perdita di valore della lira tanto che il costo della vita era di 20 volte maggiore rispetto al 1938 e nel 1946, nel giro di un anno, i prezzi raddoppiarono. Il reddito nazionale del 1945 era pari al 51,9% di quello del 1938. La massa monetaria circolante era quattordici volte quella del 1939 (e cioè di 451 miliardi di lire).
Ma la guerra aveva provocato anche disastri morali con la lotta armata ai nazifascisti che in alcuni casi si era trasformata da guerra patriottica di liberazione in una vera e propria guerra civile con i suoi strascichi di odi e vendette private.
L'ordine pubblico era fortemente compromesso dalla delinquenza per bande organizzata in molte regioni e dal movimento separatista siciliano, per le sue complicità mafiose, anche se "naturalmente, il separatismo non fu tutto mafia né tutti i mafiosi furono separatisti. Moltissimi seguaci del movimento non ebbero nulla a che vedere con la mafia...".
La ripresa fu comunque rapida: nel settembre del 1946, l'attività industriale era pari al 70% di quella del 1938..
Le nuove logiche geopolitiche della guerra fredda contribuirono, tuttavia, a far sì che l'Italia, paese cerniera fra l'Europa Occidentale, la Penisola Balcanica, l'Europa Centrale e l'Africa Settentrionale, vedesse del tutto dimenticato il suo antico ruolo di potenza nemica e potesse così godere, a partire dal 1947, di consistenti aiuti da parte del Piano Marshall, valutabili in circa 1.2 miliardi di dollari dell'epoca..

### Il Piano Marshall
Istituito il 3 giugno 1948, ufficialmente chiamato piano per la ripresa europea (European Recovery Plan) a seguito della sua attuazione, fu uno dei piani politico-economici statunitensi per la ricostruzione dell'Europa dopo la seconda guerra mondiale. Il piano riuscì almeno in parte a risollevare le sorti economiche di alcuni Paesi europei, tra cui l'Italia, consentendo di intraprendere per conto proprio politiche industriali volte alla ricostruzione e crescita economica.

### L'attività dell'IRI
Nato in epoca fascista per iniziativa dell'allora capo del Governo Benito Mussolini al fine di evitare il fallimento delle principali banche italiane (Commerciale, Credito Italiano e Banco di Roma) e con esse il crollo dell'economia, già provata dalla crisi economica mondiale iniziata nel 1929, nel secondo dopoguerra allargò progressivamente i suoi settori di intervento e fu l'ente che modernizzò e rilanciò l'economia italiana soprattutto negli anni cinquanta e sessanta durante le fasi della ricostruzione post-bellica e l'inizio del boom economico; nel 1980 l'IRI era un gruppo di circa 1 000 società e con più di 500 000 dipendenti.

### Il miracolo economico
Il piano Marshall, operativo sin al 1951, aveva dato una prima spinta alla ricostruzione del paese che iniziò a procedere rapidamente e con le sue forze verso lo sviluppo economico a partire dal 1954 sino all'entrata nel Mercato comune nel 1957. Nel giro di pochi anni l'Italia divenne uno stato prevalentemente urbano e industriale sino a posizionarsi al settimo posto tra i paesi più industrializzati. Un rilevante progresso si ebbe nell'industria tessile, siderurgica, meccanica, chimica, petrolchimica e dell'edilizia.
Questa grande espansione economica fu determinata da una serie di elementi concomitanti:
- una favorevole congiuntura internazionale caratterizzata da un incremento vertiginoso del commercio internazionale. Anche la fine del tradizionale protezionismo economico italiano incentivò il sistema produttivo italiano costringendolo ad ammodernarsi e a confrontarsi con la concorrenza.
- la disponibilità di nuove fonti di energia e la trasformazione dell'industria dell'acciaio furono gli altri fattori decisivi. La scoperta del metano e degli idrocarburi in Val Padana, la realizzazione di una moderna industria siderurgica sotto l'egida dell'IRI, permisero di fornire alla rinata industria italiana acciaio a prezzi sempre più bassi.
- il basso costo del lavoro, senza il quale il «miracolo economico» non avrebbe potuto aver luogo. Gli alti livelli di disoccupazione negli anni cinquanta furono la condizione perché la domanda di lavoro eccedesse abbondantemente l'offerta, con le prevedibili conseguenze in termini di andamento dei salari.[52]

Lo sviluppo, quindi, non fu omogeneo ed anzi aggravò lo squilibrio tra Nord e Sud:
Tra gli effetti negativi del boom vanno alla fine annoverati:
- l'abbandono imponente delle campagne;
- la brusca trasformazione dei costumi;
- il consumismo;
- uno sregolato sviluppo edilizio.

### I socialisti nel governo

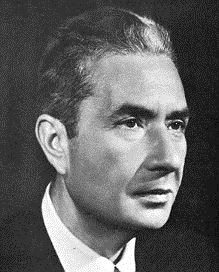
Aldo Moro

Dopo una serie di tentativi da parte delle correnti più conservatrici della DC di spostare l'asse del governo verso la destra dello schieramento politico italiano, con le conseguenti vicende del governo Tambroni, anche a seguito del mutamento del clima politico internazionale nella coesistenza pacifica tra Occidente e Oriente, il Partito Socialista Italiano cominciò a collaborare con il governo prima con un appoggio parlamentare esterno al governo di Amintore Fanfani (1962) ed infine con la partecipazione diretta al governo di Aldo Moro (1963).
Il leader del PSI Pietro Nenni, dopo la denunzia dei crimini di Stalin fatta da Kruscev al XX Congresso del PCUS (febbraio 1956), e soprattutto dopo la repressione armata da parte dell'URSS della rivolta ungherese (ottobre 1956), restituì il Premio Stalin conseguito cinque anni prima e devolse la somma ricevuta alla Croce Rossa Internazionale in favore delle vittime della rivoluzione ungherese e della crisi di Suez e fondò all'interno del PSI la corrente "autonomia socialista", tendente a creare le condizioni per un governo che fosse espressione di un accordo tra i socialisti ed il centro. Ad essa si contrappose la corrente dei "carristi", così chiamati perché favorevoli all'intervento militare, con i "carri armati", delle truppe sovietiche in Ungheria, i cui componenti, in gran parte, uscirono dal Partito nel 1964 per dare vita al Partito Socialista Italiano di Unità Proletaria (PSIUP).
L'ingresso dei socialisti al governo trovò una forte opposizione da parte della Confindustria, mentre alcuni imprenditori erano favorevoli alla corresponsabilizzazione dei lavoratori come giovevole per la produzione, se non altro per la diminuzione degli scioperi, non sottovalutando poi i vantaggi di una maggiore stabilità politica che avrebbe permesso la realizzazione di una programmazione economica più accurata.
I socialisti in cambio del loro appoggio al governo chiesero l'istituzione delle regioni a statuto ordinario, una riforma agraria tendente alla soppressione della mezzadria, la riforma della scuola con l'estensione della durata della scuola dell'obbligo e soprattutto la nazionalizzazione della produzione dell'energia elettrica. Quest'ultima fu attuata nel 1962 con il governo Fanfani con la creazione dell'ente statale ENEL. Venne attuata anche la scuola media unica con l'obbligo scolastico fino al 14º anno d'età. Fu invece bloccata la riforma agraria e l'istituzione delle regioni, in quanto la corrente conservatrice della DC temeva il costituirsi delle "regioni rosse".
I comunisti e una parte della sinistra interna al PSI (che poi darà vita alla scissione del PSIUP) giudicarono l'apertura a sinistra della DC come un'operazione di trasformismo:
Controprova di questo giudizio fu la scissione all'interno del PSI dei cosiddetti "carristi", che fondarono il nuovo partito del PSIUP, rifiutandosi, come dicevano, di dare sostegno alle forze conservatrici. Sullo stesso piano fu l'opposizione del PCI al governo di centro-sinistra, premiata, assieme al PSIUP, nelle elezioni del 28 aprile 1963 da un aumentato consenso elettorale.
Il nuovo governo Moro (agosto 1963-dicembre 1964) si trovò così in gravi difficoltà, anche per la fase di recessione che attraversava in quel momento l'economia italiana, ma riuscì a portare a termine importanti riforme, nonostante l'opposizione o l'astensione dei comunisti, come nel caso dello "Statuto dei lavoratori" e dell'ordinamento regionale.

### La svolta del PCI e il deterioramento del centro-sinistra
Il 21 agosto 1964 Palmiro Togliatti era morto a Yalta lasciando un testamento politico dove auspicava una nuova via italiana al socialismo:
(Palmiro Togliatti, Memoriale di Yalta, Palermo, Sellerio, 1988.p.40)
Contro la cosiddetta "apertura a sinistra" della Democrazia Cristiana di Fanfani e di Moro e l'ingresso dei socialisti al governo, che avrebbe potuto costituire, secondo le forze reazionarie, una sorta di "cavallo di Troia" in vista di una futura eventuale partecipazione comunista all'esecutivo, nel 1964 venne organizzato un colpo di Stato (piano Solo) che fallì per la sua stessa inefficienza. Si trattava di quello che venne scoperto più tardi nel 1967 come lo "scandalo del SIFAR".
Le elezioni del 1968 rafforzarono sia la DC che il PCI, mentre subì un tracollo, effetto della delusione degli elettori della sua politica al governo, il nuovo partito PSU nato dalla unificazione dei due partiti socialisti.
Intorno agli anni 1967-1968 incominciò una parziale ripresa dell'economia, ma nel 1969 il rinnovo dei contratti di lavoro generò nel Paese un'ondata di proteste e manifestazioni di piazza. La Destra vedeva in questi sconvolgimenti dell'ordine pubblico una minaccia di sovversione e invocava l'intervento dello Stato forte.
Il 12 dicembre 1969 una bomba ad alto potenziale venne fatta esplodere nella Banca nazionale dell'agricoltura in Piazza Fontana a Milano che causò sedici morti e sessanta feriti: un episodio di terrorismo politico di cui furono accusati prima gli anarchici e successivamente i neofascisti. L'avvenimento aprì la strada a una serie fatti eversivi come il tentativo di fallito colpo di Stato nel 1970 del principe Junio Valerio Borghese, ex comandante della Xª Flottiglia MAS nella RSI e l'azione insurrezionale di vari movimenti clandestini armati. A complicare il clima politico concorse il movimento di contestazione studentesca che investì l'Italia dal 1969, preludio dell'autunno caldo e dei successivi anni di piombo.